# Slag bij Yorktown (1862)
De Slag bij Yorktown of het beleg van Yorktown vond plaats tussen 5 april en 4 mei 1862 tijdens de Amerikaanse Burgeroorlog. Deze slag maakt deel uit van de Schiereiland-veldtocht. Na de succesvolle landing van het Army of the Potomac, onder leiding van George B. McClellan bij Fort Monroe marcheerde dit leger in noordelijke richting. Bij Yorktown stootten ze op het ingegraven leger van generaal-majoor John B. Magruder. McClellan staakte de opmars naar Richmond en trof voorbereidingen om Yorktown te belegeren.
Op 5 april vond het eerste treffen plaats tussen het IV Corps van brigadegeneraal Erasmus D. Keyes en de defensieve linie van de Zuidelijken bij Lee’s Mill. De veelvuldige en openlijke verplaatsingen van troepen door Magruder overtuigde McClellan ervan dat hij met en sterke vijand te maken had. Tijdens artillerieduels voerden de Noordelijken verkenningen uit langs de linie. Keyes raadde McClellan aan om de linie niet met een frontale aanval te veroveren. McClellan liet de belegeringsartillerie aanrukken en hij maakte zich op voor een langdurig beleg. Ondertussen stuurde generaal Joseph E. Johnston versterkingen naar Magruder.
Op 16 april verkenden de Noordelijken een punt in de Zuidelijke verdedigingslinie bij Dam No. 1. Het initiële succes bij hun aanval werd niet verder uitgebuit door de Noordelijken. Dit zou McClellan nog twee extra weken kosten terwijl hij de marine probeerde te overtuigen om hun schepen de rivier te laten opvaren naar West Point om langs het traject bombardementen uit te voeren. McClellan plande een bombardement op 5 mei. De Zuidelijken trokken zich echter onopvallend terug tijdens de nacht van 3 mei naar Williamsburg.
De slag vond plaats dicht bij het slagveld van 1781. Toen de Fransen en Amerikanen de Britten belegerden bij Yorktown in de Amerikaanse Onafhankelijkheidsoorlog.

## Achtergrond

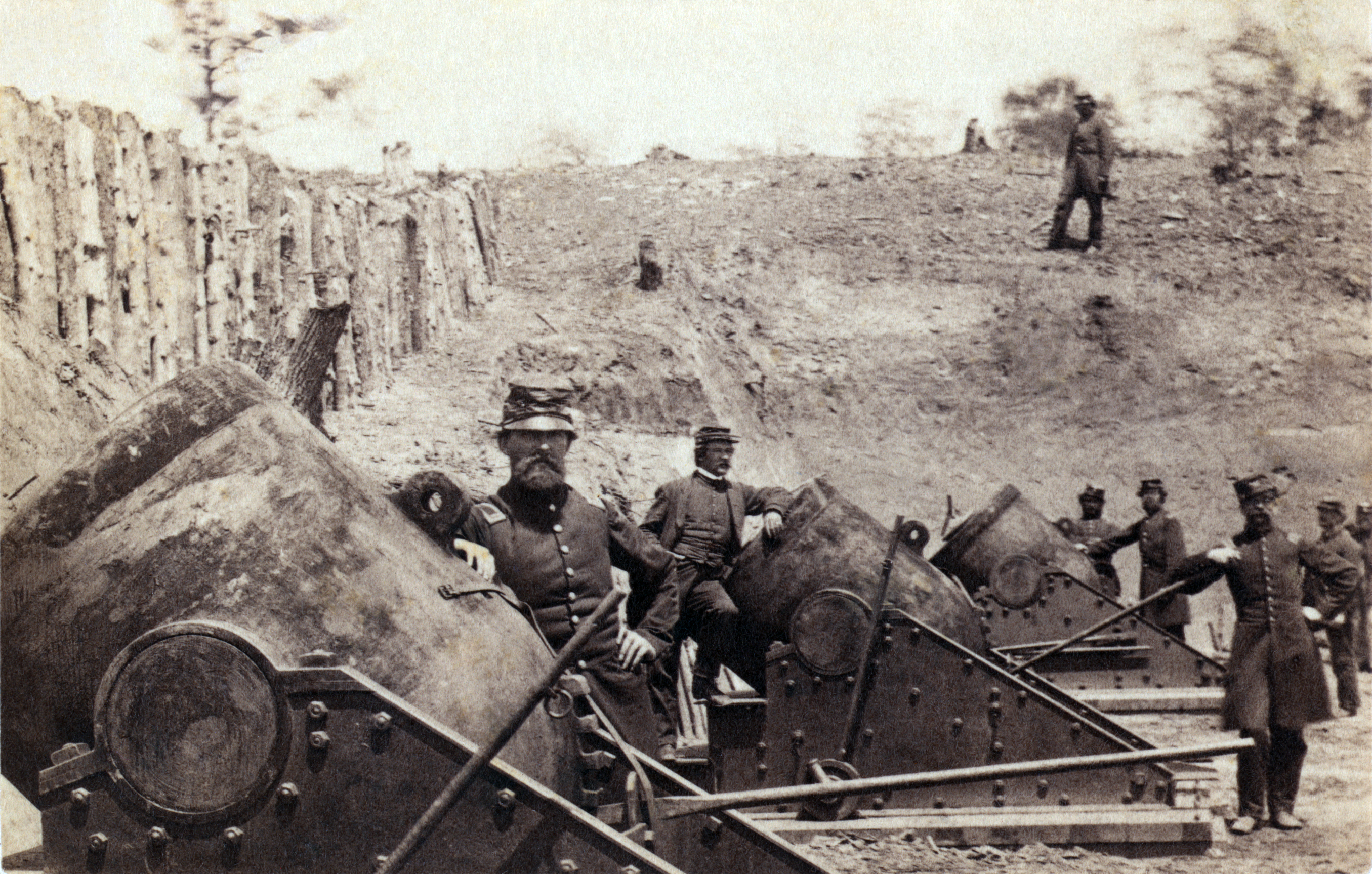
Noordelijke batterij van 13-inch mortieren, model 1861 tijdens de slag bij Yorktown in 1862.

McClellan had plannen gemaakt om de vijandelijke hoofdstad Richmond via een amfibische landing op de top van het schiereiland aan te vallen. Zijn Army of the Potomac telde 121.500 soldaten. De overtocht begon op 17 maart in 389 schepen.
De Zuidelijke verdedigers bij Yorktown onder leiding van generaal-majoor John B. Magruder telde aanvankelijk slechts 13.000 soldaten. De rest van het Zuidelijke leger onder leiding van generaal Joseph E. Johnston lag verspreid over het oostelijk deel van Virginia bij Culpeper, Fredericksburg en Norfolk. Magruder liet een defensieve linie aanleggen van Yorktown, via de Warwickrivier naar Mulberry Point bij de Jamesrivier. Hiermee blokkeerde hij de volle breedte van het schiereiland. Deze linie werd bekend als de Warwick Linie.
McClellan had niet verwacht dat de Zuidelijken rond Yorktown verzet zouden bieden. Hij gaf het bevel aan het III Corps van generaal-majoor Samuel P. Heintzelman om de Zuidelijke troepen in hun loopgraven te houden terwijl het IV Corps onder brigadegeneraal Erasmus D. Keyes een flankeerbeweging zou uitvoeren en de communicatielijnen veroveren. McClellan wist echter niets van de omvang van de Warwicklinie en dacht dat de Zuidelijken zich enkel rond Yorktown bevonden.

## De slag

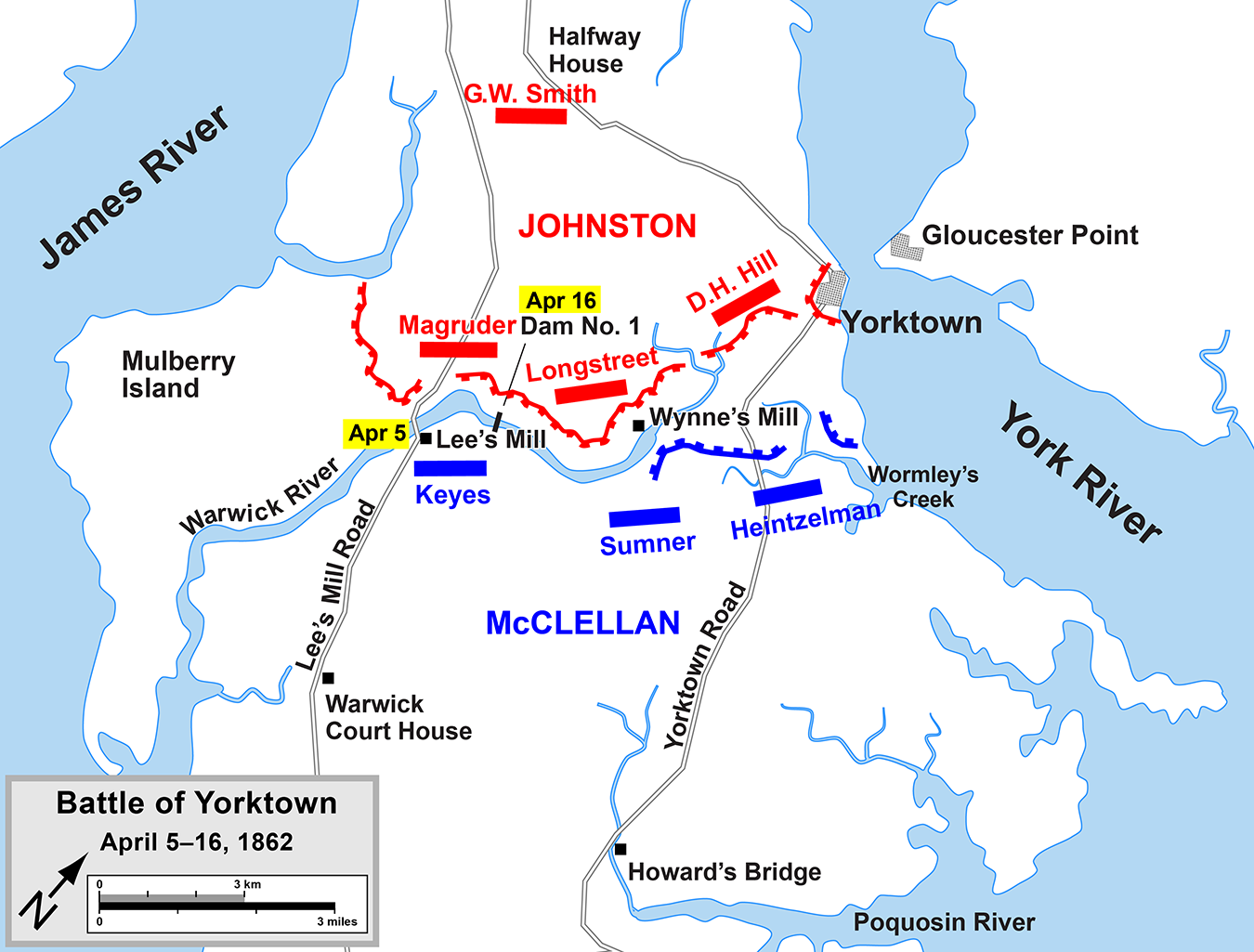
Slag bij Yorktown

### Noordelijke opmars en Lee’s Mill
Op 4 april 1862 brak het Noordelijk leger door de voorste linie van Magruders verdediging. De volgende dag stootten ze echter op de goed uitgebouwde Warwicklinie. De natuurlijke gesteldheid van het terrein maakte het moeilijk om te achterhalen hoe de Zuidelijken opgesteld stonden. Als slachtoffer van verkeerde informatie schatte McClellan de vijandelijke sterkte op 40.000 soldaten in de linie en 60.000 soldaten die Johnston als versterking kon sturen. Magruder, een acteur voor de oorlog, slaagde erin om nog meer zand in McCellans ogen te strooien. Op een duidelijk zichtbare wijze liet hij voortdurend soldaten op en af marcheren zodat zijn strijdmacht vele malen groter leek.
Op 5 april ontmoette het Noordelijke IV Corps de rechterflank van Magruders linie bij Lee’s Mill. De aarden verdedigingswal werd bemand door de divisie van generaal-majoor Lafayette McLaws. De 7th Maine stuurde de scherpschutters vooruit. Op ongeveer 1.000m voor de vijandelijke linie stopten ze en werden ze versterkt door de brigade van brigadegeneraal John Davidson en artillerie. Keyes stuurde verkenners uit en liet extra soldaten aanrukken terwijl er een artillerieduel uitgevochten werd tussen beide partijen. Op 6 april voerden de 6th Maine en 5th Wisconsin onder leiding van brigadegeneraal Winfield S. Hancock verkenningen uit rond Dam No. 1. De Zuidelijke voorposten werden gevangengenomen of op de vlucht gedreven. Hancock had een zwak punt in de linie gevonden, maar McClellan gaf geen verdere orders tot de aanval. Keyes was ervan overtuigd dat de Zuidelijke linies niet via een frontale aanval konden worden ingenomen.
McClellan besliste tot grote verbazing van de Zuidelijken en Abraham Lincoln om de vijand nog niet aan te vallen en te wachten op de rapporten van nieuwe verkenningen. De Noordelijken moesten zich ingraven en zich voorbereiden om Yorktown te belegeren. McClellan ontving verschillende verkenningsrapporten. Hij kreeg ook te horen dat het I Corps van McDowell zich niet bij het Army of the Potomac zou aansluiten. De volgende tien dagen groeven de Noordelijken zich in en kreeg Magruder meer en meer versterkingen. Tegen de 15de april had Magruder 35.000 manschappen onder zijn bevel. Dit was nog altijd te weinig om de linie voldoende te bemannen.
Hoewel McClellan de sterkte van de vijand overschatte, had hij het volste vertrouwen in de sterkte van zijn artillerie. Er werden 15 batterijen uitgebouwd met 70 vuurmonden waaronder twee 200-ponders, 12 100-ponders en een aantal 20- en 30 ponders. 41 mortieren met een kaliber van 8 inch tot 13 inch vervolledigen de lijst. Mochten alle vuurmonden tegelijkertijd vuren, dan kwam er ongeveer 3,5 ton aan munitie op de vijandelijke stellingen neer.
Terwijl de legers zich verder ingroeven en versterkten werd het Noordelijke Army Balloon Corps ingezet. Dit waren twee luchtballonnen ( de Constitution en de Intrepid) onder supervisie van professor Thaddeus S. C. Lowe die op regelmatige basis luchtverkenningen uitvoerde. Op 11 april nam de Intrepid brigadegeneraal Fitz John Porter de lucht in. Door windstoten werd de ballon in naar de vijandelijke linies gedreven. Dit zorgde enige tijd voor grote paniek bij de Noordelijken. Uiteindelijk kwam de ballon opnieuw veilig aan de grond achter de Noordelijke linies.

### Dam No. 1
Op 16 april stuurden de Noordelijken verkenners uit naar Dam No. 1 waar Hancock een tijd eerder de zwakke plek voorzag in de vijandelijke linie. Na een korte schermutseling met Hancocks soldaten kwam Magruder tot het besef dat dit een zwakke schakel was in de verdediging. Magruder stuurde onmiddellijk versterkingen naar dit punt. Drie regimenten onder leiding van brigadegeneraal Howell Cobb en zes regimenten als ondersteuning werden naar de stellingen rond de dam gestuurd. McClellan dacht dat deze versterkingen bedoeld waren om zijn batterijen aan te vallen. Hij stuurde een bevel naar brigadegeneraal William F. "Baldy" Smith met als inhoud dat hij geen frontale aanval mocht uitvoeren op de vijandelijke linies, maar dat hij er alles aan moest doen om de stellingen te verzwakken.
Na het beëindigen van de artilleriebarrage rond 08.00u stuurde brigadegeneraal William T. H. Brooks scherpschutters van zijn Vermont Brigade naar de Zuidelijke stellingen. Bij een bezoek door McClellan aan het front zei hij tegen Smith om eventueel Noordelijke troepen over de rivier te zetten mocht blijken dat de Zuidelijken zich terugtrokken. Tegen de middag werden de eerste troepen naar de overkant gestuurd. Rond 15.00u staken drie compagnies van de 3rd Vermont Infantry de dam over en verjoegen de laatste verdedigers. De Zuidelijken maakten zich klaar om een tegenaanval uit te voeren onder leiding van generaal Cobb.
Onder de vijandelijke druk en te weinig aanvoer van versterkingen moesten de Noordelijken zich terugtrekken over de dam. Rond 17.00u moest de 6th Vermont stroomafwaarts een aanval openen terwijl de 4th Vermont opnieuw de dam aanvielen. Ook dit mislukte door het zware vijandelijke vuur op de 6th Vermont. Sommige gewonden verdronken toen ze in het ondiepe water vielen.

## Gevolgen

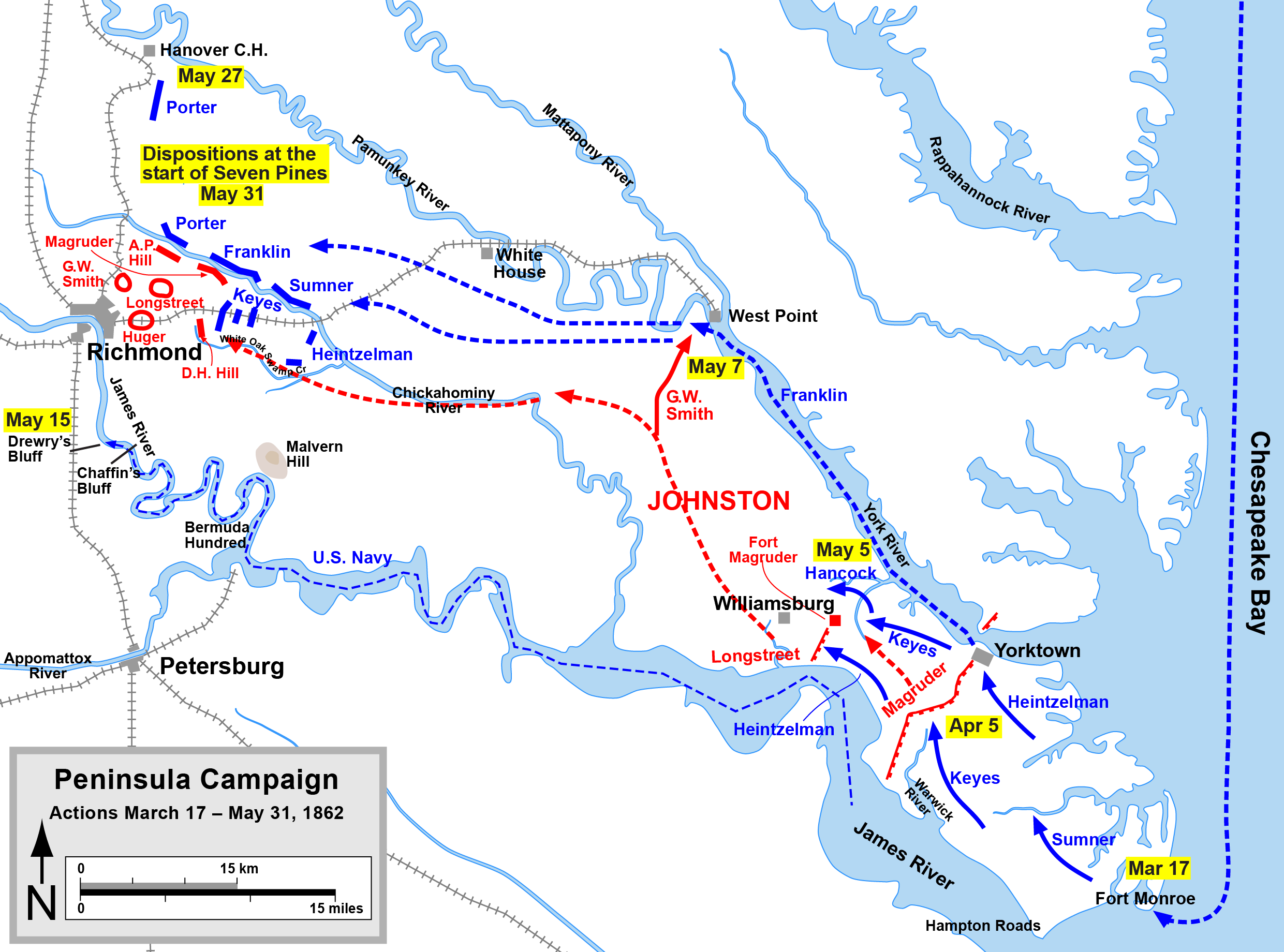
Schiereiland-veldtocht, tot en met de Slag bij Seven Pines.

Vanuit Noordelijk oogpunt waren de gevechten bij Dam No. 1 onnodig. Toch kostte het hen 35 doden en 121 gewonden. De Zuidelijken verloren tussen de 60 en 75 soldaten. Baldy Smith, die tijdens de gevechten tweemaal van zijn paard gevallen was, werd beschuldigd van dronkenschap tijdens de diensturen. Na een onderzoek bij het Amerikaanse congres werd deze aantijging als ongegrond beschouwd.
Voor de rest van de maand april verbeterden de Zuidelijken hun stellingen. Het leger telde nu 57.000 manschappen en stond onder persoonlijk bevel van Johnston. McClellan liet de belegeringsartillerie verder aanrukken en opstellen. Tegen 5 mei moest deze operatie rond zijn. Johnston was op de hoogte van het komende bombardement en hij wist dat zijn leger hiertegen niet zou bestand zijn. Op 3 mei begon hij de voorraadwagens naar Richmond te sturen. Ontsnapte slaven melden dit aan McClellan die hier echter geen geloof aan hechtte. Hij was ervan overtuigd dat het Zuidelijke leger met zijn 120.000 soldaten zou blijven en vechten. In de avond van de 3de mei voerden de Zuidelijken zelf een bombardement uit op de Noordelijke stellingen. Daarna was het stil. In de vroege ochtend van de volgende dag klom Heintzelmann opnieuw in zijn ballon. Tot zijn grote verbazing zag hij dat de Zuidelijke stellingen volledig verlaten waren.
McClellan was ondersteboven van het nieuws. Hij stuurde de cavalerie van brigadegeneraal George Stonemann eropuit om de situatie te verkennen. De divisie van brigadegeneraal William B. Franklin werd ingescheept om via de Yorkrivier de terugtocht van Johnson af te snijden. Dit manoeuvre zou culmineren in de Slag bij Williamsburg.